# Horst Schimanski
Horst Schimanski je fiktivní postava ze krimi seriálu německé televize ARD Místo činu (v orig. Tatort), který byl vysílán od 28. června 1981 v celkem 29 dílech (včetně dvou filmů). Schimanski je komisařem kriminální policie v německém Duisburgu. Postavu ztvárnil herec Götz George (1938–2016). Po přestávce v letech 1991 až 1997 se tato postava objevuje opět v seriálu Schimanski. Hlavním partnerem Schimanského je komisař Christian Thanner ztvárněný hercem Eberhardem Feikem (1943–1994).

## Seznam epizod seriálu Místo činu Duisburg
| Díl č. | Premiéra                                     | Název                      | Český název           | Režie            | Místo činu č. |
| ------ | -------------------------------------------- | -------------------------- | --------------------- | ---------------- | ------------- |
| 1      | 28. červen 1981                              | Duisburg-Ruhrort           | Vražda v přístavu     | Hajo Gies        | 126           |
| 2      | 13. prosinec 1981                            | Grenzgänger                | Přeběhlík             | Ilse Hofmann     | 131           |
| 3      | 7. březen 1982                               | Der unsichtbare Gegner     | Neviditelný protivník | Hajo Gies        | 134           |
| 4      | 27. červen 1982                              | Das Mädchen auf der Treppe | Dívka na schodech     | Peter Adam       | 138           |
| 5      | 12. prosinec 1982                            | Kuscheltiere               | Plyšová zvířátka      | Hajo Gies        | 143           |
| 6      | 3. duben 1983                                | Miriam                     | Miriam                | Peter Adam       | 146           |
| 7      | 25. březen 1984                              | Kielwasser                 | Vlny za lodí          | Hajo Gies        | 156           |
| 8      | 22. červenec 1984                            | Zweierlei Blut             | Smrt na stadionu      | Hajo Gies        | 159           |
| 9      | 9. prosinec 1984                             | Rechnung ohne Wirt         | Účet bez hostinského  | Peter Adam       | 164           |
| 10     | 31. březen 1985                              | Doppelspiel                | Dvojí hra             | Hajo Gies        | 167           |
| 11     | 18. srpen 1985                               | Das Haus im Wald           | Vila na předměstí     | Peter Adam       | 171           |
| 12     | 13. duben 1986                               | Der Tausch                 | Výměna                | Ilse Hofmann     | 180           |
| 13     | 10. srpen 1986                               | Schwarzes Wochenende       | Černý víkend          | Dominik Graf     | 184           |
| 14     | 28. prosinec 1986                            | Freunde                    | Přátelé               | Klaus Emmerich   | 188           |
| 15     | 8. červen 1987                               | Spielverderber             | Falešná hra           | Pete Ariel       | 194           |
| 16     | 10. říjen 1985 (Kino) 27. prosinec 1987 (TV) | Zahn um Zahn               | Zub za zub            | Hajo Gies        | 200           |
| 17     | 1. květen 1988                               | Gebrochene Blüten          | Zlomené květy         | Hajo Gies        | 205           |
| 18     | 21. srpen 1988                               | Einzelhaft                 | Samovazba             | Theodor Kotulla  | 209           |
| 19     | 28. prosinec 1988                            | Moltke                     | Moltke                | Hajo Gies        | 214           |
| 20     | 9. duben 1989                                | Der Pott                   | Dobročinná sbírka     | Karin Hercher    | 217           |
| 21     | 20. srpen 1989                               | Blutspur                   | Krvavá stopa          | Werner Masten    | 222           |
| 22     | 3. prosinec 1989                             | Katjas Schweigen           | Káťa mlčí             | Hans Noever      | 225           |
| 23     | 13. květen 1990                              | Medizinmänner              | Léčitelé              | Peter Carpentier | 230           |
| 24     | 5. březen 1987 (Kino) 22. červenec 1990 (TV) | Zabou                      | Zabou                 | Hajo Gies        | 232           |
| 25     | 2. září 1990                                 | Schimanskis Waffe          | Zbraň                 | Hans Noever      | 234           |
| 26     | 28. říjen 1990                               | Unter Brüdern              | Mezi námi bratry      | Helmut Krätzig   | 235           |
| 27     | 9. červen 1991                               | Bis zum Hals im Dreck      | Až po krk v blátě     | Peter Carpentier | 244           |
| 28     | 27. říjen 1991                               | Kinderlieb                 | Pedofil               | Ilse Hofmann     | 250           |
| 29     | 29. prosinec 1991                            | Der Fall Schimanski        | Případ Schimanski     | Hajo Gies        | 252           |

### Seznam epizod seriálu Schimanski
| Díl č. | Premiéra          | Název                   | Český název           | Režie              |
| ------ | ----------------- | ----------------------- | --------------------- | ------------------ |
| 1      | 9. listopad 1997  | Die Schwadron           | Eskadra               | Joseph Rusnak      |
| 2      | 16. listopad 1997 | Blutsbrüder             | Pokrevní bratři       | Hajo Gies          |
| 3      | 23. listopad 1997 | Hart am Limit           | Nadoraz               | Hajo Gies          |
| 4      | 25. říjen 1998    | Muttertag               | Den matek             | Mark Schlichter    |
| 5      | 15. listopad 1998 | Rattennest              | Krysí doupě           | Hajo Gies          |
| 6      | 6. prosinec 1998  | Geschwister             | Sourozenci            | Mark Schlichter    |
| 7      | 14. listopad 1999 | Sehnsucht               | Touha                 | Hajo Gies          |
| 8      | 12. listopad 2000 | Tödliche Liebe          | Smrtící láska         | Andreas Kleinert   |
| 9      | 3. prosinec 2000  | Schimanski muss leiden  | Schimanski musí trpět | Matthias Glasner   |
| 10     | 9. prosinec 2001  | Kinder der Hölle        | Děti pekla            | Edward Berger      |
| 11     | 8. prosinec 2002  | Asyl                    | Azyl                  | Edward Berger      |
| 12     | 11. leden 2004    | Das Geheimnis des Golem | Tajemství Golema      | Andreas Kleinert   |
| 13     | 26. červen 2005   | Sünde                   | Hřích                 | Manfred Stelzer    |
| 14     | 22. duben. 2007   | Tod in der Siedlung     | Smrt na sídlišti      | Torsten C. Fischer |
| 15     | 20. červenec 2008 | Schicht im Schacht      | Šichta v šachtě       | Thomas Jauch       |
| 16     | 30. leden 2011    | Schuld und Sühne        | Zločin a trest        | Thomas Jauch       |
| 17     | 10. listopad 2013 | Loverboy                | Milenec               | Kaspar Heidelbach  |